# Ребята с улицы Панисперна
Ребята с улицы Панисперна (итал. Ragazzi di via Panisperna) — имя, под которым стала известной группа молодых физиков из Римского университета Ла Сапиенца, расположенного на улице Панисперна. Эта группа совместно с Энрико Ферми обнаружила в 1934 году медленные нейтроны, открытие которых стало важнейшим шагом на пути к созданию ядерного реактора.
Своим появлением группа обязана физику Орсо Марио Корбино, ставшему министром, сенатором и директором Института физики на виа Панисперна в Риме. Он пригласил Энрико Ферми в 1926 году для создания первой итальянской кафедры теоретической физики. С 1929 года Ферми и Корбино создают в институте современный исследовательский центр. Для экспериментальных работ в области ядерной физики Ферми привлекает группу молодых учёных — Эдоардо Амальди, Франко Разетти и Эмилио Джино Сегре, к которым в 1934 году присоединились Бруно Понтекорво и Оскар Д’Агостино. Теоретической частью исследований занимался Этторе Майорана.
Первоначально исследования «ребят с улицы Панисперна» были посвящены атомной и молекулярной спектроскопии, но вскоре основным объектом экспериментов стало атомное ядро. Были проведены важные эксперименты в области атомной физики, выявившие медленные нейтроны. В 1934 году Ферми на основе экспериментальной деятельности группы опубликовал модель бета-распада (взаимодействие Ферми).
В 1938 году, после принятия в Италии фашистских расовых законов, группа распалась, а большинство её членов эмигрировало. В Италии остались лишь Эдоардо Амальди, ставший позднее одним из основателей ЦЕРН, и химик Оскар Д’Агостино. Здание на улице Панисперна, где была расположена физическая лаборатория, в настоящее время является частью комплекса Виминале на одноимённом римском холме. Там находится Министерство внутренних дел Италии. Существуют планы по преобразованию здания в исследовательский и учебный центр и музей физики имени Энрико Ферми.
По мотивам работы группы физиков под руководством Ферми в 1988 году кинорежиссёром Джанни Амелио был снят фильм «Ребята с улицы Панисперна».